# Personalità elettronica
Il termine personalità elettronica è stato utilizzato per la prima volta in una bozza concernente norme di diritto civile sulla robotica, da parte della Commissione Europea il 31 maggio del 2016. Proponendo di conferire la personalità elettronica ai robot più sofisticati, i robot autonomi, si riconoscono diritti e doveri specifici in capo a questi, compreso l'onere di risarcire danni causati dall'operato di queste macchine. Si va così a riconoscere la personalità elettronica ai robot nei casi in cui prendano autonome decisioni o interagiscano con terze parti in modo indipendente.

## Soluzione prospettata dall'Unione Europea
Uno dei fini perseguiti dall’Unione Europea è quello di individuare un quadro normativo universale e strutturato nel campo dell’Intelligenza artificiale, al fine di facilitare lo sviluppo di queste nuove tecnologie. Infatti, «l’adozione di una normativa europea, rafforzerebbe la fiducia dei consumatori e delle imprese nell’IA». La Risoluzione del Parlamento europeo del 2017  individua come soluzione l'attribuzione di uno status di personalità elettronica ai robot, così come prospettato dalla eurodeputata dell’assemblea di Strasburgo Mady Delevaux. In primo luogo, la Commissione europea considera i robot non come soggetti, ma come oggetti che possono rispondere degli illeciti a titolo di responsabilità oggettiva. Prende, poi, in considerazione la possibilità di conferire ai robot più avanzati – i robot che prendono autonome scelte e che si relazionano con terzi soggetti - uno status giuridico di persona elettronica.

## Critica alla proposta
Con una lettera aperta inviata alla Commissione europea, presentata da un gruppo internazionale di esperti di intelligenza artificiale, si avverte che l'attribuzione della personalità giuridica ai robot, attraverso la configurabilità della personalità elettronica, sarebbe inappropriata da un punto di vista legale ed etico. In questa lettera viene affermato che attribuire diritti umani ai robot, sopravvalutandone l'autonomia, non sarebbe compatibile con la Carta dei diritti fondamentali dell'Unione europea e con la Convenzione europea dei diritti dell'uomo. 
In particolare, alcuni studiosi, in questa lettera, si oppongono alla soluzione prospettata dalla Commissione europea perché ritengono che, conferendo la personalità elettronica ai robot, i produttori sarebbero esenti da qualsiasi tipo di responsabilità.  Tuttavia, l'idea che faceva da sfondo alla soluzione proposta dalla Commissione europea, era la possibilità di conferire la personalità elettronica ai robot, in modo da assicurare che un robot rimarrà tale e vi sarà comunque un uomo che ne controlli l'operato.